# Задворна
Задворна (пол. Zadworna) — село в Польщі, у гміні Тулішкув Турецького повіту Великопольського воєводства.
Населення — 855 осіб (2011).
У 1975-1998 роках село належало до Конінського воєводства.

## Демографія
Демографічна структура станом на 31 березня 2011 року:
|          | Загалом | Допрацездатний вік | Працездатний вік | Постпрацездатний вік |
| -------- | ------- | ------------------ | ---------------- | -------------------- |
| Чоловіки | 452     | 104                | 308              | 40                   |
| Жінки    | 403     | 86                 | 233              | 84                   |
| Разом    | 855     | 190                | 541              | 124                  |